# Auto Aggression
Auto Aggression ist ein deutsches Electronica- und IDM-Musikprojekt von Lukas Schneider.

## Geschichte
Bereits 2002 erschien mit 3,14 ein erster Samplerbeitrag auf der Septic Compilation des späteren Labels Dependent Records. Nach weiteren Samplerbeiträgen erschien 2005 das erste Album Geräuschinformatik, das von der Musikpresse positiv aufgenommen wurde. So lobte der Orkus:

„Autoaggression kreieren einen Bastard zwischen Industrial, Ambient und Noise, um dem pulsschwachen Futurepop in trancigen Momenten mühelos überlegen zu sein. Geräuschinformatik präsentiert sich stets intelligent, einen Schritt voraus und mit scheinbar einem Ziel: Auf der Tanzfläche darf gedacht werden.“

Das Szenemagazin Zillo erklärte Auto Aggression zum „Newcomer des Monats“, das Webzine Terrorverlag nannte das Debüt „eine glitzernde Perle im immergleichen Veröffentlichungsmeer elektronischer Releases“.
Das zweite Album, Artefacts, erschien 2007 in Zusammenarbeit mit dem Gastsänger Eskil Simonsson (Covenant). Es stieg auf Platz 6 in den Deutschen Alternative Charts ein. Es folgten verschiedene Konzert- und Festivalauftritte, unter anderem auf dem Reflection: Dark Festival in Essen. Danach wurde es allerdings ruhig um Auto Aggression.

## Stil
Auto Aggression spielt szenespezifische Electronica und IDM mit Elementen aus Trance, Ambient und Rhythm ’n’ Noise.
Die Musik ist häufig „mit einem treibenden Beat unterlegt“ und schaffe „eine tranceartige Atmosphäre“. Andere Stücke verbreiten mit „komplexen ruhigen Rhythmen, Sprechgesang und chilligen Flächensounds eine heimelige Loungestimmung.“ Dabei wechselt die Musik zwischen solchen entspannten Stücken und den stärker Rhythmusbetonten die als „knallharte[s], trockene[s] Gestampfe [mit] emphatischen Gesang“ beschrieben werden. Auf Grenzwelle.de wird dem uneinheitlichen Stil ein großes musikalisches Spektrum im Rahmen elektronischer Musik zugeschrieben, demnach erstreckt sich die „Reichweite [des Projektes] von Techno, wie ihn große Warp-Bands wie Autechre zelebrierten, hin zu eisigen, stehenden Klanglandschaften oder harschen, vertrackten minimalistischen Beats.“

## Diskografie

### Alben
- 2005: Geräuschinformatik (Dependent Records)
- 2007: Artefact (Dependent Records)

### EPs
- 2008: BlackEP (Eigenveröffentlichung)

### Sonstige Veröffentlichungen
- 2002: 3,14 (auf Septic III, Dependent Records)
- 2003: Blau (auf Septic IV, Dependent Records)
- 2004: Im Innersten (auf EoD, Excentric Records)
- 2005: Das Nyquist Theorem (auf PGR 3 Soundtrack, Microsoft)
- 2005: Das Nyquist Theorem (auf Septic V, Dependent)
- 2007: Speed (auf: Dependence Vol. II, Dependent)